# Pudong Voetbalstadion
Het Pudong Voetbalstadion (vanwege de sponsor ook SAIC Motor Pudong Arena genoemd) is een multifunctioneel stadion in Shanghai, een stad in China. 
De bouw van het stadion begon op 28 april 2018 met een ceremonie. Het stadion is ontworpen door HPP Architekten. Het stadion heeft van de buitenkant de vorm van een witte porseleinen kom. Het stadion werd geopend op 31 oktober 2020. Tijdens de opening werd de finale van het 2020 League of Legends World Championship gehouden. In het stadion is plaats voor ongeveer 37.000 toeschouwers. 
Dit stadion wordt vooral gebruikt voor de thuiswedstrijden van de voetbalclub Shanghai Port FC. Daarnaast staan er wedstrijden gepland op het Aziatisch kampioenschap voetbal 2023.